# 양관 (모자)
양관(梁冠)은 결혼식, 추석 등의 의례에서 한국 관료 들이 착용하는 관모이다.

## 같이 보기
- 한국의 문화
- 한국의 의상 목록